# Bart De Roover
Albert "Bart" De Roover (ur. 15 stycznia 1972 w Rijkevorsel) – belgijski piłkarz grający na pozycji środkowego obrońcy. Był reprezentantem Belgii.

## Kariera klubowa
Swoją karierę piłkarską De Roover rozpoczął w klubie KFC Zwarte Leeuw, w którym w sezonie 1985/1986 zadebiutował w czwartej lidze belgijskiej. W sezonie 1986/1987 awansował z nim do trzeciej ligi. W 1988 roku przeszedł do pierwszoligowego KSC Lokeren. Spędził w nim trzy sezony.
Latem 1991 De Roover został zawodnikiem KAA Gent, w którym zadebiutował 17 sierpnia 1991 w zremisowanym 1:1 domowym meczu z Lierse SK. W klubie z Gandawy grał do końca sezonu 1994/1995.
Latem 1995 De Roover przeszedł do Lierse SK. Swój debiut w nim zaliczył 16 sierpnia 1995 w wygranym 3:1 domowym spotkaniu z Lommel SK. W sezonie 1996/1997 wywalczył z Lierse tytuł mistrza Belgii.
W 1997 roku De Roover odszedł z Lierse do holenderskiego NAC Breda. Swój debiut w NAC zanotował 20 sierpnia 1997 w przegranym 1:3 wyjazdowym meczu z sc Heerenveen. W Bredzie grał do 1999 roku i wtedy też zakończył karierę piłkarską.
| Sezon   | Klub             | Kraj     | Rozgrywki     | Mecze | Gole |
| ------- | ---------------- | -------- | ------------- | ----- | ---- |
| 1985/86 | KFC Zwarte Leeuw | Belgia   | IV liga       | ?     | ?    |
| 1986/87 | KFC Zwarte Leeuw | Belgia   | IV liga       | ?     | ?    |
| 1987/88 | KFC Zwarte Leeuw | Belgia   | Derde klasse  | ?     | ?    |
| 1988/89 | KSC Lokeren      | Belgia   | Eerste klasse | 28    | 3    |
| 1989/90 | KSC Lokeren      | Belgia   | Eerste klasse | 27    | 0    |
| 1990/91 | KSC Lokeren      | Belgia   | Eerste klasse | 30    | 7    |
| 1991/92 | KAA Gent         | Belgia   | Eerste klasse | 15    | 1    |
| 1992/93 | KAA Gent         | Belgia   | Eerste klasse | 32    | 4    |
| 1993/94 | KAA Gent         | Belgia   | Eerste klasse | 32    | 3    |
| 1994/95 | KAA Gent         | Belgia   | Eerste klasse | 25    | 0    |
| 1995/96 | Lierse SK        | Belgia   | Eerste klasse | 30    | 0    |
| 1996/97 | Lierse SK        | Belgia   | Eerste klasse | 30    | 4    |
| 1997/98 | NAC Breda        | Holandia | Eredivisie    | 21    | 1    |
| 1998/99 | NAC Breda        | Holandia | Eredivisie    | 0     | 0    |

## Kariera reprezentacyjna
W reprezentacji Belgii De Roover zadebiutował 11 lutego 1997 w przegranym 0:3 towarzyskim meczu z Irlandią Północną, rozegranym w Belfaście. Grał w eliminacjach do MŚ 1998. W kadrze narodowej rozegrał 5 meczów, wszystkie w 1997 roku.

## Kariera trenerska
Po zakończeniu kariery piłkarskiej De Roover został trenerem. Prowadził: K Wuustwezel FC (2000-2003), Royal Cappellen FC (2003-2008), Waasland-Beveren (2008-2010), SV Zulte Waregem (2010), Royal Antwerp FC (2010-2011), Al-Ahli U-23 (2012-2015), Lommel United (2015-2016), Royal Cappellen FC (2017-2020). W 2020 został trenerem klubu K Lyra-Lierse Berlaar.